# 奧克利 (明尼蘇達州)
奧克利（英語：Oklee，/ˈoʊkli/ OH-klee）是一個位於美國明尼蘇達州紅湖縣的城市。

## 歷史
奧克利的郵局自1912年營運至今。奧克利得名自當地地主O·K·李（O. K. Lee）。

## 人口
根據2020年美國人口普查的數據，奧克利的面積為1.94平方千米，皆為陸地。當地共有人口413人，而人口密度為每平方千米213人。